# Listy pasterskie
Listy pasterskie – od XVIII w. określenie 1. i 2. listu do Tymoteusza oraz listu do Tytusa.

## Kwestia autorstwa
Najstarsi świadkowie (Klemens, Polikarp, Ireneusz z Lyonu, kanon Muratoriego) zgodnie uznają kanoniczność tychże listów. Jednakże kwestia autorstwa nie jest już tak oczywista – przeciw tradycyjnie uznawanemu autorstwu św. Pawła przemawia etap rozwoju Kościoła, który jest późniejszy niż w innych listach Pawłowych, zastosowany jest również inny styl i słownictwo niż w pismach Pawła (1/3 słownictwa użyta w listach pasterskich nie znajduje się w innych listach Pawła, a 1/5 we wszystkich pozostałych księgach Nowego Testamentu), tę akurat okoliczność może tłumaczyć nowa tematyka podjęta przez autora, a odmienny ton listów – jego wiek.
Obecnie istnieją dwie próby rozwiązania kwestii autorstwa listów pasterskich. Jedna z nich uznaje autorstwo świętego Pawła, podkreślając jednak duży wpływ sekretarza, któremu Paweł dyktował treść (była to jego normalna praktyka) oraz dłuższą działalność apostoła (minimum kilka lat po jego wyjściu z więzienia w Rzymie). Według tego stanowiska listy były napisane ok. roku 67. Druga natomiast nie uznaje autorstwa Pawła, przypisując ją jakiemuś jego uczniowi, być może dzięki zainspirowaniu Dziejami Apostolskimi i listami Pawła do Kościołów chcącemu przedłużyć działalność pisarską Pawła i uzupełnić tematycznie zbiór jego pism, tak jak ma to miejsce na przykład z Deutero- i Trito-Izajaszem w Księdze Izajasza. Według tego stanowiska autorstwo listów można datować w okolice roku 100. Istnieje też hipoteza dwuetapowego powstania listów pasterskich. Paweł miałby być autorem krótkich fragmentów, które następnie zostały rozbudowane przez późniejszego autora.
Większość współczesnych biblistów opowiada się za nie-Pawłowym autorstwem listów. Do wyjątków należy np. Joachim Jeremias, a z nowszych autorów J. van Brugen. Za dwuetapowym powstaniem listów opowiedzieli się P. N. Harrison i D. Cook.

## Treść
Wszystkie trzy listy pasterskie stanowią jedność doktrynalną. Są one w niektórych kwestiach, takich jak miłosierdzie Boże, łaska, plan Boży, pozdrowienia (charakterystyczne w nich słowo łaska) podobne do innych listów św. Pawła, a w innych się od nich różnią, na przykład tylko w listach pasterskich można przeczytać o "wierności zdrowej nauce" (1 Tm 1,10; 2 Tm 4,3), "powierzonym dobru", którego Tymoteusz ma strzec (1 Tm 6,20; 2 Tm 2,2), braku napięcia w oczekiwaniu na paruzję, znajdują się tu również fragmenty hymnów liturgicznych. Również co do ustroju Kościoła listy pasterskie przedstawiają późniejszą fazę rozwoju, bowiem o ile inne listy św. Pawła znają tylko apostolat i słabo sprecyzowane posługi (nie licząc Flp 1,1), to w listach pasterskich jest mowa o biskupach, prezbiterach czy diakonach.
Autor uważa, że błędne nauki, przed którymi trzeba ustrzec Kościół, to między innymi przecenianie prawa Mojżeszowego (1 Tm 1,7; Tyt 1,14; 3,9), zagłębianie się w genealogie (1 Tm 1,4), zakaz małżeństw i spożywania pewnych pokarmów (1 Tm 4,3).